# 佩尔坦
佩尔坦（法語：Pertain，法語發音：[pɛʁtɛ̃]）是法国上法蘭西大區索姆省的一个旧市镇，属于佩罗讷区。

## 地理
佩尔坦（49°48'40"N, 2°52'8"E）面积7.88 平方千米，位于法国上法蘭西大區索姆省，该省份为法国北部沿海省份，北起加来海峡省和北部省，西接滨海塞纳省和大西洋英吉利海峡，南至瓦兹省，东临埃纳省。
与佩尔坦接壤的市镇（或旧市镇、城区）包括：屈尔希、利库尔、马尔谢勒波、奥米耶库尔、波特。
佩尔坦的时区为UTC+01:00、UTC+02:00（夏令时）。

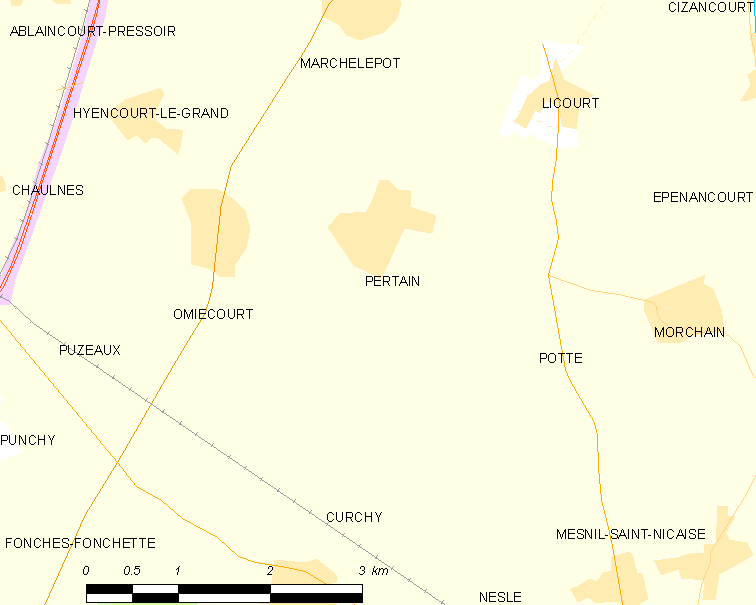
佩尔坦的OSM定位图

## 行政
佩尔坦的邮政编码为80320，INSEE市镇编码为80621。

## 政治
佩尔坦所属的省级选区为阿姆县。

## 人口

1962-2008年间佩尔坦人口变化图示

佩尔坦于2018年1月1日时的人口数量为383人。